# Basílica menor de Nuestra Señora de África

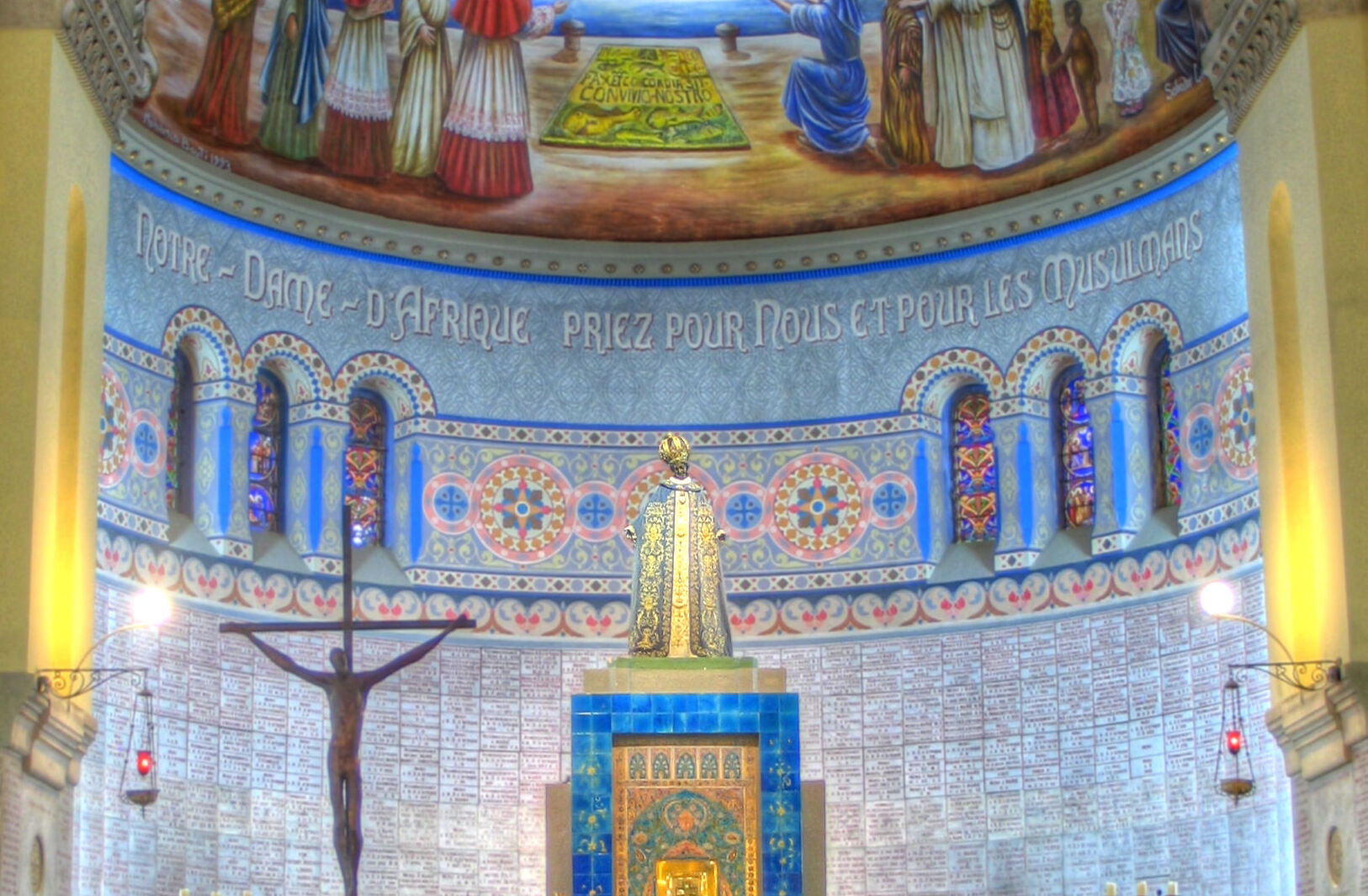
Altar de la basílica e imagen de la Virgen de África.

La Basílica Menor de Nuestra Señora de África (en árabe: السيدة الإفريقية; en francés Basilique Notre-Dame d'Afrique) es una basílica menor católica localizada en Argel y perteneciente a la Arquidiócesis de Argel.
Tras cuarenta años en construcción, la basílica fue abierta en 1872. Su arquitecto, Jean Eugène Fromageau, que había sido nombrado arquitecto en jefe de varios edificios religiosos en la Argelia francesa en 1859, utilizó el estilo neobizantino, que estaba en boga en la Francia de la época. La basílica, que recibió ese título el 8 de julio de 1875, tiene la particularidad de que su coro se encuentra al suroriente, en lugar de encontrarse al extremo oriental del edificio, como es habitual.
Notre Dame d'Afrique se encuentra en la parte norte de Argel, sobre un acantilado de 124m con vista a la bahía de Argel; originalmente se podía acceder allí a través de un teleférico que comunicaba la basílica con el centro de la ciudad. La basílica se puede considerar como contraria a la basílica de Notre-Dame de la Garde al otro lado del Mediterráneo, en Marsella. 
En el ábside de la basílica se lee una inscripción en francés: Notre Dame d'Afrique priez pour nous et pour les Musulmans, que traduce: Nuestra Señora de África, ruega por nosotros y por los musulmanes.